# Palaemonidae
Palaemonidae är en familj av kräftdjur som beskrevs av Rafinesque 1815. Enligt Catalogue of Life ingår Palaemonidae i överfamiljen Palaemonoidea, ordningen tiofotade kräftdjur, klassen storkräftor, fylumet leddjur och riket djur, men enligt Dyntaxa är tillhörigheten istället ordningen tiofotade kräftdjur, klassen storkräftor, fylumet leddjur och riket djur. Enligt Catalogue of Life omfattar familjen Palaemonidae 660 arter. 

## Bildgalleri

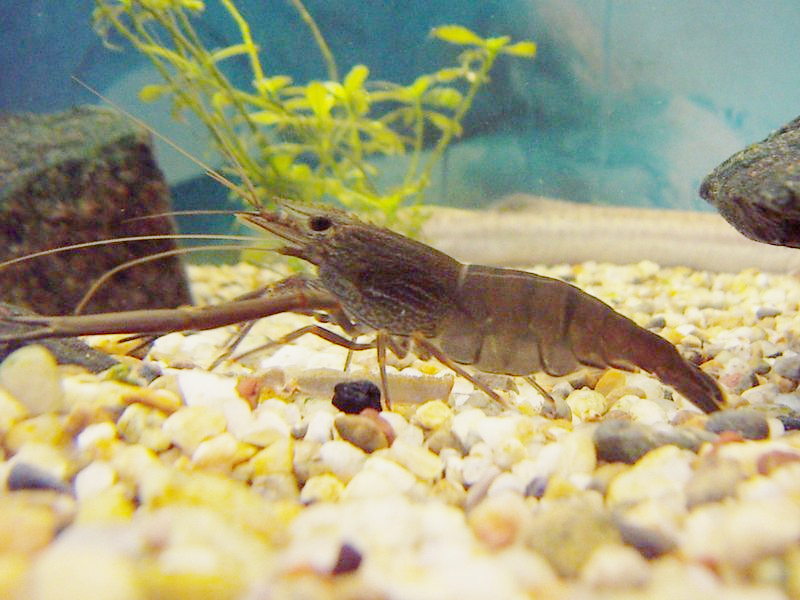
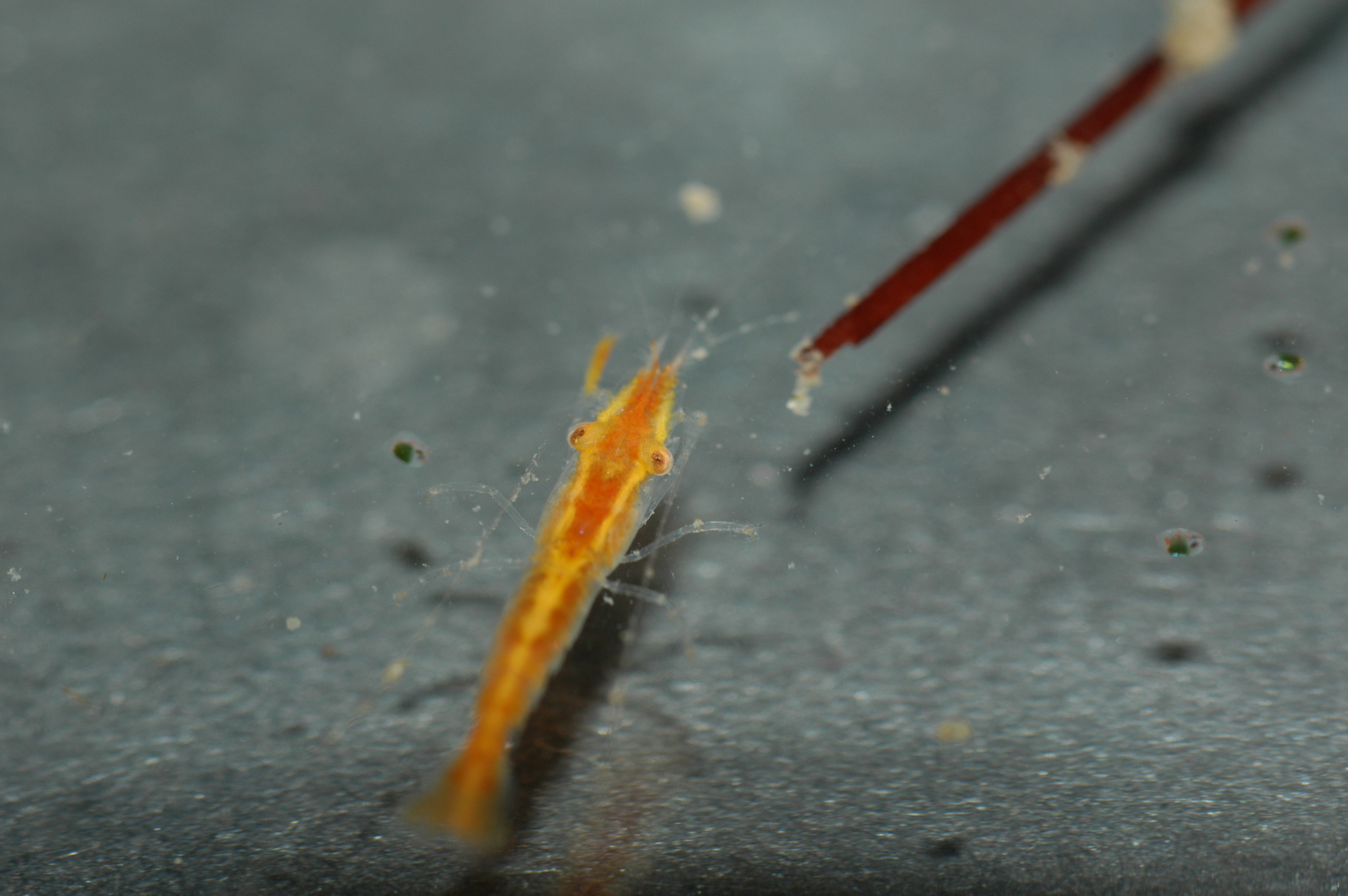
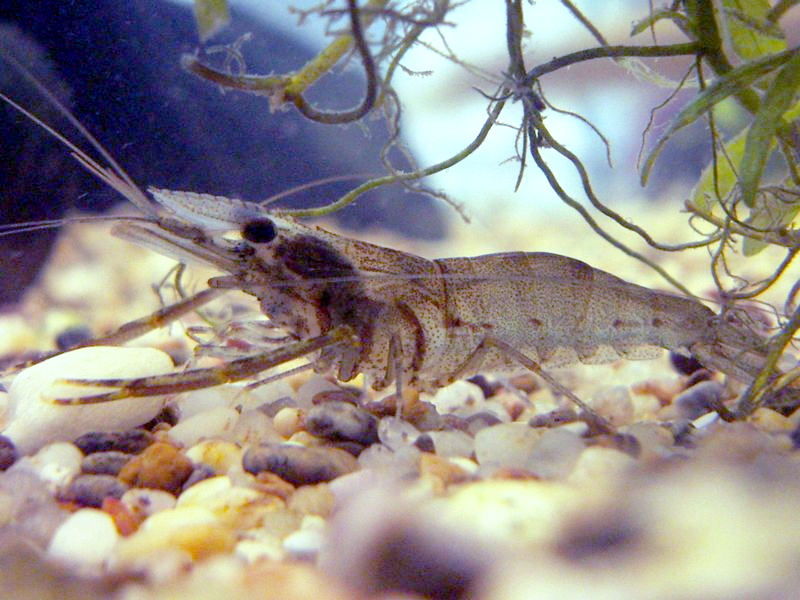
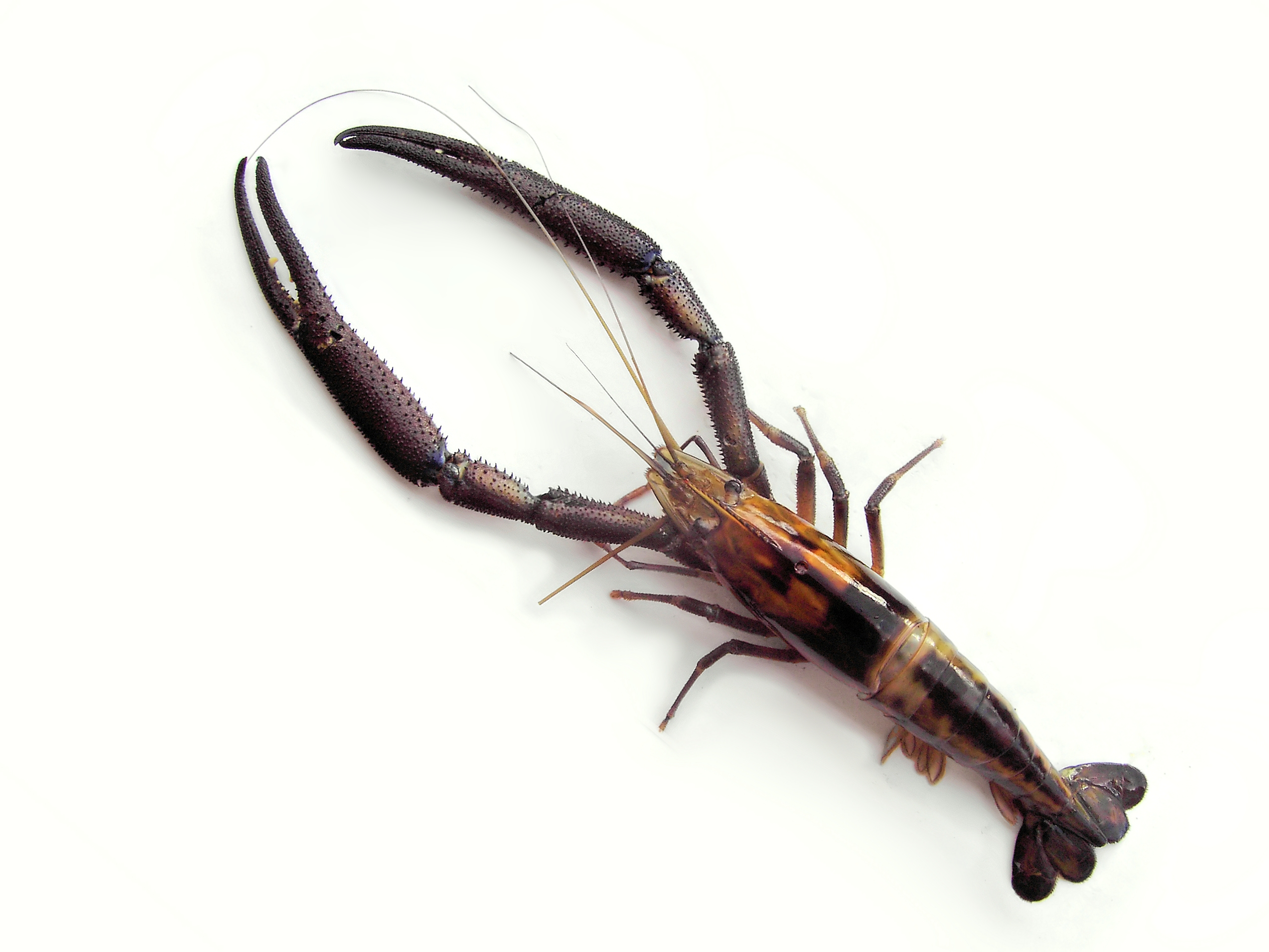
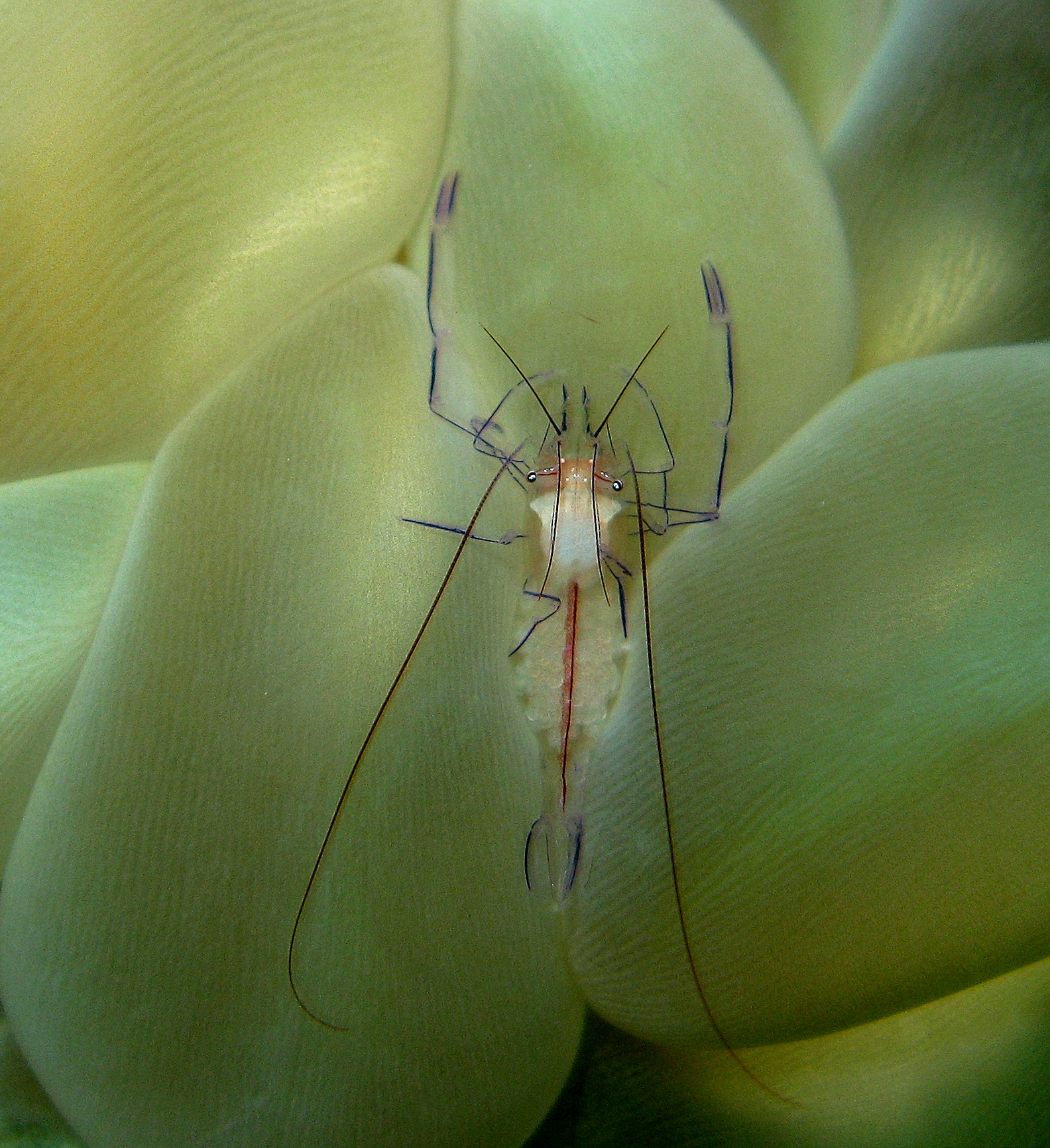
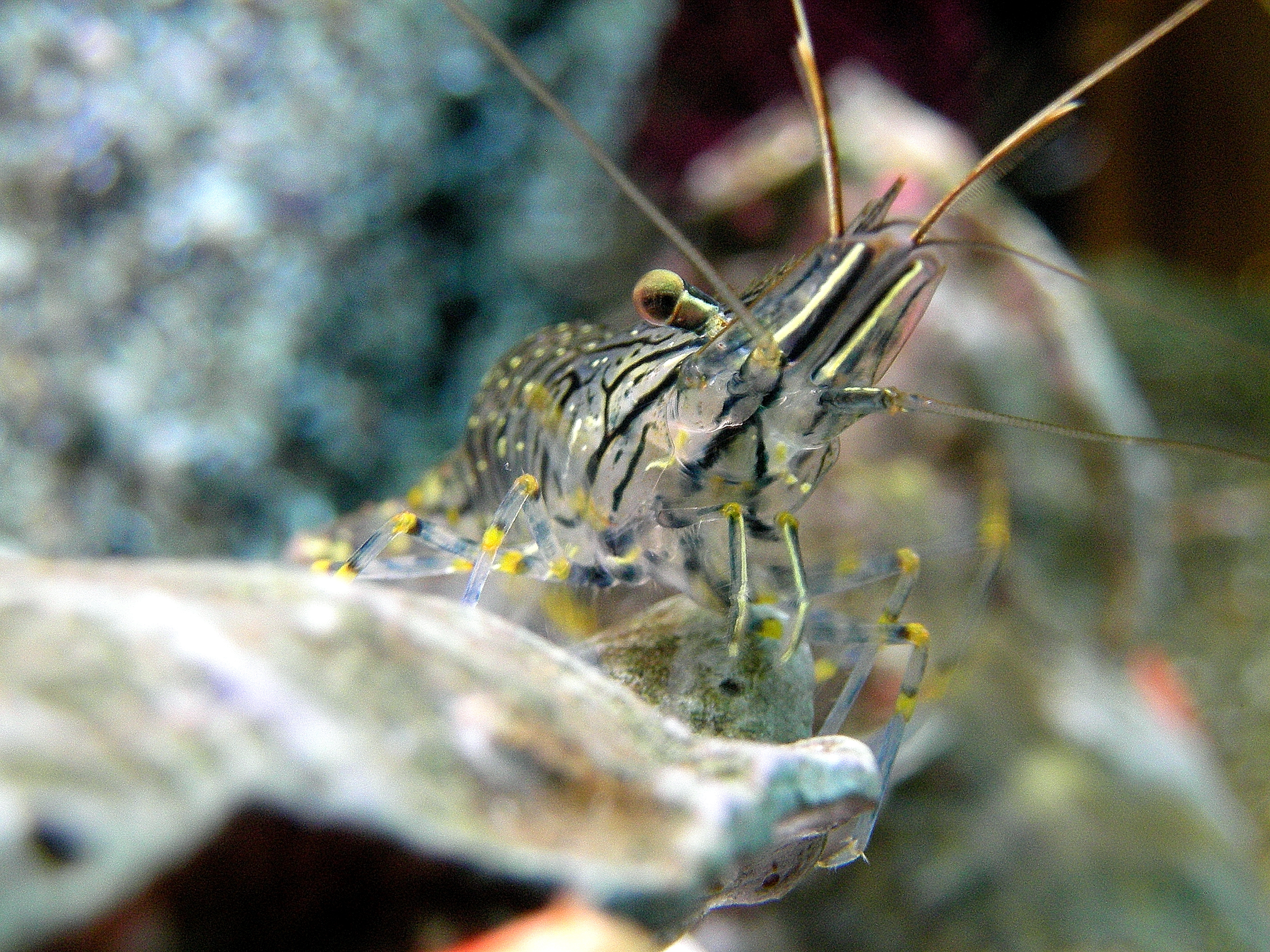

## Dottertaxa till Palaemonidae, i alfabetisk ordning[1][2]
- Allopontia
- Altopontonia
- Amphipontonia
- Anapontonia
- Anchistus
- Apopontonia
- Araiopontonia
- Balssia
- Brachycarpus
- Calathaemon
- Carinopontonia
- Chacella
- Chernocaris
- Climeniperaeus
- Conchodytes
- Coralliocaris
- Coutierea
- Cryphiops
- Ctenopontonia
- Dasella
- Dasycaris
- Diapontonia
- Epipontonia
- Eupontonia
- Exopalaemon
- Exopontonia
- Fennera
- Hamiger
- Hamodactyloides
- Hamodactylus
- Hamopontonia
- Harpiliopsis
- Ischnopontonia
- Isopontonia
- Jocaste
- Leander
- Leptocarpus
- Lipkebe
- Macrobrachium
- Mesopotonia
- Metapotonia
- Miopotonia
- Nematopalaemon
- Neoanchistus
- Neopontonides
- Notopontonia
- Onycocaridella
- Onycocaridites
- Onycocaris
- Orthopontonia
- Palaemon
- Palaemonella
- Palaemonetes
- Paraclimenaeus
- Paranchistus
- Parapontonia
- Paratypton
- Periclimenaeus
- Periclimenes
- Pericliminoides
- Philarius
- Platycaris
- Platypontonia
- Plesiopontonia
- Pliopontonia
- Pontonia
- Pontonides
- Pontoniopsis
- Propontonia
- Pseudocoutierea
- Pseudopontonides
- Stegopontonia
- Tectopontonia
- Thaumastocaris
- Tuleariocaris
- Typton
- Urocaridella
- Waldola
- Veleronia
- Veleroniopsis
- Vir
- Zenopontonia